# Santa Comba Dão
Santa Comba Dão (pron. portoghese: 'sɐ̃tɐ 'kõbɐ dɐ̃ũ · ) è un comune portoghese di 12 473 abitanti situato nel distretto di Viseu.

## Società

### Evoluzione demografica
| Popolazione di Santa Comba Dão (1801 – 2004) | Popolazione di Santa Comba Dão (1801 – 2004) | Popolazione di Santa Comba Dão (1801 – 2004) | Popolazione di Santa Comba Dão (1801 – 2004) | Popolazione di Santa Comba Dão (1801 – 2004) | Popolazione di Santa Comba Dão (1801 – 2004) | Popolazione di Santa Comba Dão (1801 – 2004) | Popolazione di Santa Comba Dão (1801 – 2004) | Popolazione di Santa Comba Dão (1801 – 2004) |
| -------------------------------------------- | -------------------------------------------- | -------------------------------------------- | -------------------------------------------- | -------------------------------------------- | -------------------------------------------- | -------------------------------------------- | -------------------------------------------- | -------------------------------------------- |
| 1801                                         | 1849                                         | 1900                                         | 1930                                         | 1960                                         | 1981                                         | 1991                                         | 2001                                         | 2004                                         |
| 893                                          | 6 089                                        | 12 237                                       | 14 088                                       | 13 723                                       | 14 099                                       | 12 209                                       | 12 473                                       | 12 393                                       |

### Storia
In questa città è nato il dittatore António de Oliveira Salazar

## Freguesias
- Ovoa e Vimieiro
- Pinheiro de Ázere
- Santa Comba Dão e Couto do Mosteiro
- São Joaninho
- São João de Areias
- Treixedo e Nagozela